# Охотники за демонами
«Охотники за демонами» (англ. Hellbenders) — американский комедийный фильм ужасов 2012 года режиссёра Дж.Т. Петти. Премьера фильма состоялась 9 сентября 2012 года на фестивале в Торонто.

## Сюжет
Группа священников занимается борьбой с нечистью, они называют себя «Адские трубогибы», практикуют нетрадиционные виды экзорцизма. Этим священникам не нужно прощение или отпущение грехов, их работа включает в себя каждодневное совершение грехов, таких как пьянство, воровство, употребление наркотиков, групповой секс и прочее с расчетом на то, что в случае если они станут одержимы, они смогут совершить самоубийство и отправить демона в небытие. Когда один из них становится одержимым демоном желающим захватить мир, его друзья, вопреки запрету, пытаются спасти ему жизнь.

## В ролях
- Клэнси Браун — отец Ангус возглавляет группу священников, без конца матерится и пьет, выполняя ежедневную квоту.
- Клифтон Коллинз-младший — отношения Лоуренса и Элизабет находятся в центре повествования.
- Андре Ройо — Стивен.
- Робин Рикун — Элизабет становится одержима, собственно, её и пытаются спасти герои фильма.
- Дэн Фоглер — сумасшедший толстяк, крайне неуравновешен, но почти всегда в приподнятом настроении, работа для него - праздник.
- Стивен Геведон — Клинт.